# El imperio de la fortuna
El imperio de la fortuna es una película mexicana de drama de 1986, dirigida por Arturo Ripstein y basada en un cuento de Juan Rulfo. Es la segunda versión de este mismo tema, la primera llevando como actores principales a Narciso Busquets, Lucha Villa e Ignacio López Tarso, se llamó El Gallo de Oro.
Es la primera colaboración entre el director Arturo Ripstein y su esposa, la guionista Paz Alicia Garciadiego.

## Locaciones
Para El imperio de la fortuna se utilizaron escenarios reales y no hubo escenas de estudio. Se filmó en el  Estado de Tlaxcala, en el centro de México.

## Sinopsis
Dionisio es un discapacitado hundido en la miseria que vive con su madre en un pequeño pueblo de México. Trabaja como pregonero dando avisos alrededor del pueblo. Frecuentemente asiste a las peleas de gallos que se organizan en el pueblo. Un día, el dueño del gallo perdedor de una pelea, Lorenzo Benavides, se lo da a Dionisio para que lo aproveche comiéndoselo, sin embargo Dionisio cuida del animal, lo entrena y finalmente lo convierte en un gallo ganador de peleas. Dionisio pierde su gallo en manos de Lorenzo Benavides, pero se recupera haciendo sociedad con La caponera, una guapa cantante quien antes lo rechazaba, pero que despechada de sus amoríos con Lorenzo Benavides, comienza entonces a entablar una relación sentimental con Dionisio. Para Dionisio, La caponera es su talismán que le ha dado suerte en las apuestas, por lo que decide casarse con ella cuando se vuelve rico y retirarla del negocio del espectáculo. Aislada de la vida licenciosa que llevaba, La caponera comienza a sentirse infeliz, al mismo tiempo que Dionisio va perdiendo su dinero para quedar en la pobreza.

## Reparto
| Actor                    | Personaje                                               |
| ------------------------ | ------------------------------------------------------- |
| Ernesto Gómez Cruz       | Dionisio Pinzón                                         |
| Luis Aragón              | El Camionero                                            |
| Blanca Guerra            | La caponera                                             |
| Alejandro Parodi Montaño | Lorenzo Benavides                                       |
| Zaide Silvia Gutiérrez   | La pinzona                                              |
| Socorro Avelar           | Madre de Dionisio                                       |
| Eduardo López Rojas      | Secundino Colmeneros                                    |
| Margarita Sanz           | Cara de Canario                                         |
| Carlos Cardán            | Don Isabel                                              |
| Lolo Navarro             | Doña Iris                                               |
| Juan Antonio Llanes      | Cura de San Miguel                                      |
| Fernando Palavacini      | Solón                                                   |
| Alberto Estrella         | Montero                                                 |
| Ernesto Yañez            | Patilludo                                               |
| Jorge Fegán              | Juez                                                    |
| Wolf Ruvinskis           | Doctor                                                  |
| Carlos Chávez            | Campesino                                               |
| Luisa Huertas            | Campesina                                               |
| Leonor Llausás           | Patrona fonda                                           |
| Raúl Valerio             | Carmelo, director de la banda donde cantaba la caponera |

## Premios y reconocimientos
En la edición 1987 de los Premios Ariel, El imperio de la fortuna arrasó con los premios entregados en la ceremonia de premiación, obteniendo los siguientes premios:
- Ariel de Oro para Arturo Ripstein.
- Ariel de Plata por Mejor dirección para Arturo Ripstein.
- Ariel de Plata por Mejor actor para Ernesto Gómez Cruz.
- Ariel de Plata por Mejor actriz para Blanca Guerra.
- Ariel de Plata por Mejor Coactuación Masculina para Alejandro Parodi.
- Ariel de Plata por Mejor actor de cuadro para Ernesto Yáñez Trujillo.
- Ariel de Plata por Mejor edición para Carlos Savage.
- Ariel de Plata por Mejor guion original para Juan Rulfo.
- Ariel de Plata por Mejor Ambientación para Ana Sánchez y Patrick Pasquier.

Además en otras entregas, incluyendo festivales internacionales se adjudicó:
- Mejor actor del Festival de Cine de La Habana de 1986 para Ernesto Gómez Cruz.
- Diosa de Plata del Círculo de Periodistas de México de 1986 por Mejor película
- Concha de Plata por Mejor actor del Festival Internacional de Cine de San Sebastián para Ernesto Gómez Cruz.